# Cantó de La Roche-Bernard
El cantó de La Roche-Bernard (bretó Kanton ar Roc'h-Bernez) és una divisió administrativa francesa situat al departament d'Ar Mor-Bihan a la regió de Bretanya.

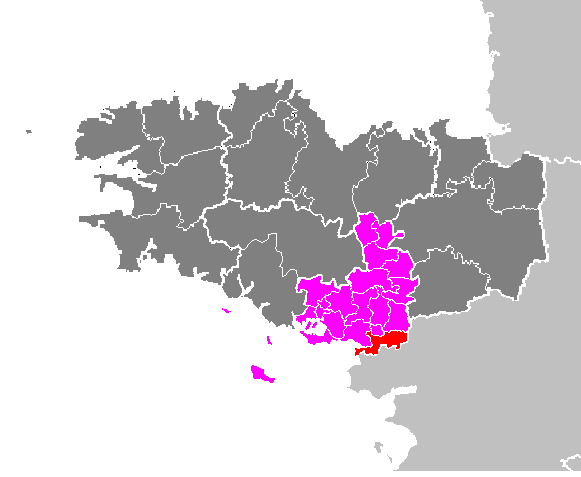
Situació del cantó

## Composició
El cantó aplega 8 comunes :
| Nom francès      | Nom bretó       | Població | km²    | Codi Postal | Codi INSEE |
| Camoël           | Kamoel          | 655      | 14,33  | 56130       | 56030      |
| Férel            | Ferel           | 2.050    | 28,90  | 56130       | 56058      |
| La Roche-Bernard | Ar Roc'h-Bernez | 796      | 0,43   | 56130       | 56195      |
| Marzan           | Marzhan         | 1.695    | 33,84  | 56130       | 56126      |
| Nivillac         | Nivilieg        | 3.192    | 55,48  | 56130       | 56147      |
| Pénestin         | Pennestin       | 1.527    | 21,69  | 56760       | 56155      |
| Saint-Dolay      | Sant-Aelwez     | 1.977    | 48,26  | 56130       | 56212      |
| Théhillac        | Tehelieg        | 512      | 14,46  | 56130       | 56250      |
| Cantó            | Ar Roc'h-Bernez | 12.404   | 217,39 | -           | 5631       |

## Evolució demogràfica
| 1962   | 1968   | 1975   | 1982   | 1990   | 1999   | 2006   |
| ------ | ------ | ------ | ------ | ------ | ------ | ------ |
| 11.221 | 11.053 | 11.096 | 12.098 | 12.245 | 12.404 | 14.044 |

## Història
| Data d'elecció                           | Identitat   | Partit | Qualitat |
| ---------------------------------------- | ----------- | ------ | -------- |
| 2004-                                    | Jean Thomas | UMP    |          |
| les dades anteriors no són pas conegudes |             |        |          |
|                                          |             |        |          |